# Oceans (Where Feet May Fail)
Oceans (Where Feet May Fail) ist ein Lied der australischen Lobpreisband Hillsong United, das im August 2013 als Singleauskopplung aus dem Album Zion veröffentlicht wurde.

## Hintergrund
Das Lied wurde von Joel Houston, Matt Crocker und Salomon Lighthelm geschrieben und von Joel Houston und Michael Guy Chislett produziert, gesungen wurde es von Taya Smith. Es wurde als zweite Single aus dem Album Zion am 23. August 2013 veröffentlicht. Der Text bezieht sich auf die Stelle Mt 14,22-33 im Neuen Testament, als Petrus von Jesus gerufen wird, über das Wasser zu gehen. Allgemein handelt das Lied vom Schritt ins Unbekannte und vom Vertrauen zu Gott.
Am 10. September 2013 wurde die EP Oceans veröffentlicht, die fünf Versionen des Songs enthält.

## Rezeption
Oceans (Where Feet May Fail) zählt zu den bekanntesten modernen christlichen Liedern und wird weltweit in christlichen Gemeinden und Kirchen gesungen.
2014 gewann der Song vier Dove Awards in den Kategorien Song of the Year, Contemporary Christian Performance of the Year, Pop/Contemporary Recorded Song of the Year und Worship Song of the Year.

## Kommerzieller Erfolg

### Chartplatzierungen
Oceans (Where Feet May Fail) war die bislang einzige Single aller Hillsong-Projekte, die eine Platzierung in den Billboard Hot 100 erreichte. In der Ausgabe vom 1. Februar 2014 stieg sie auf Position 99 ein und erreichte am 15. März mit Rang 83 die höchste Platzierung. Insgesamt konnte sich das Lied 13 Wochen in den Charts halten.
In den Billboard Hot Christian Songs debütierte Oceans (Where Feet May Fail) am 5. Oktober 2013 und erreichte am 7. Dezember erstmals Platz eins in diesen Charts. Der Song konnte sich seither mit Unterbrechungen 61 Wochen an der Spitze halten und stellte damit einen Rekord auf, der 2019 von Lauren Daigle mit You Say übertroffen wurde. Mit insgesamt 191 Wochen in den Charts stellte der Song einen weiteren Rekord auf. 2014 bis 2017 war Oceans (Where Feet May Fail) viermal hintereinander in den Top Ten der Jahreswertungen der Hot Christian Songs vertreten, davon zweimal auf Platz eins in den Jahren 2014 und 2016.
| ChartsChartplatzierungen       | Höchstplatzierung | Wochen |
| ------------------------------ | ----------------- | ------ |
| Vereinigte Staaten (Billboard) | 83 (13 Wo.)       | 13     |

### Auszeichnungen für Musikverkäufe
Am 25. Mai 2021 wurde Oceans (Where Feet May Fail) in den Vereinigten Staaten mit Vierfachplatin für vier Millionen verkaufte Einheiten ausgezeichnet.
| Land/Region                  | Auszeichnungen für Musikverkäufe (Land/Region, Auszeichnung, Verkäufe) | Verkäufe  |
| ---------------------------- | ---------------------------------------------------------------------- | --------- |
| Kanada (MC)                  | 2× Platin                                                              | 160.000   |
| Neuseeland (RMNZ)            | 2× Platin                                                              | 60.000    |
| Vereinigte Staaten (RIAA)    | 4× Platin                                                              | 4.000.000 |
| Vereinigtes Königreich (BPI) | Silber                                                                 | 200.000   |
| Insgesamt                    | 1× Silber · 8× Platin ·                                                | 4.420.000 |